# Christophe Tiozzo
Christophe Tiozzo, född den 1 juni 1963 i St. Denis, Frankrike, är en fransk boxare som tog OS-brons i lätt mellanviktsboxning 1984 i Los Angeles. I semifinalen förlorade han mot kanadensaren Shawn O'Sullivan.